# Pseudococcobius flavicornis
Pseudococcobius flavicornis är en stekelart som beskrevs av Xu 2004. Pseudococcobius flavicornis ingår i släktet Pseudococcobius och familjen sköldlussteklar. Inga underarter finns listade i Catalogue of Life.